# 植村義信

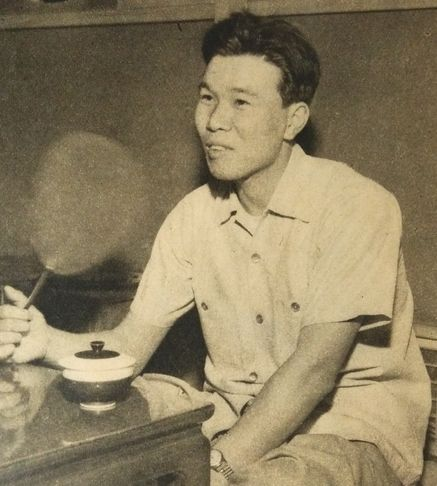

植村義信（日语：／ Uemura Yoshinobu，1935年1月5日—2023年5月30日），日本棒球選手，出生於兵庫县芦屋市，曾經效力於日本職棒每日獵戶星隊，於1961年退休，生涯總計74次勝投。